# Jean-Pierre Franque
Jean-Pierre Franque (Buis-les-Baronnies, 11 agosto 1774 – Quintigny, 28 marzo 1860) è stato un pittore francese.

## Biografia
Fratello gemello di Joseph-Boniface Franque, cominciarono i propri studi a Grenoble nel 1786 per poi usufruire dell'assistenza finanziaria dalla Convenzione nazionale, in virtù del decreto del 15 gennaio 1792, per poter entrare nell'atelier di Jacques-Louis David
Jean-Pierre Franque divenne assistente del maestro, partecipando alla realizzazione del quadro Le Sabine nel 1799, e beneficiando con questo titolo di una camera sopra l'atelier.
Sempre in questo periodo si avvicina col fratello a Pierre-Maurice Quay, e alla Secte des Barbus. Per questo motivo David scelse di sostituirlo come assistente, affidando l'incarico a Jérôme-Martin Langlois.
Nel 1802 si sposò con Lucile Messageot, anch'ella pittrice, con la quale ebbero, nello stesso anno, una figlia.
Ebbe un buon successo al Salon del 1806 con un progetto di decorazione per il Palazzo dell'Eliseo . Nel 1812 espose al Salon una tela raffigurante la Battaglia di Zurigo dipinta commissionata da Andrea Massena.
Con l'avanzare dell'età si dedicò soprattutto alla ritrattistica. Espose al suo ultimo Salon nel 1853.

## Opere
- Allegoria della Francia prima del ritorno di Napoleone dall'Egitto, 1810, Parigi, Musée du Louvre, temporaneamente prestato a Lens al Louvre-Lens.
- Battaglia di Zurigo, esposta al Salon del 1812.
- Conversione di San Paolo, esposta al Salon del 1819[2]
- Ritratto di César de Vendôme, 1840
- La Vergine che schiaccia la testa del serpente, Moissac, chiesa parrocchiale.
- San Giovanni Battista che rimprovera Erode per il suo adulterio, Parigi, Cattedrale di Sainte-Croix de Paris des Arménins [3] .
- Ercole che strappa Alceste agli Inferi, Valence, Museo di Arte e Archeologia [4] .
- Pastorella e gregge in fuga dalla tempesta, Digione, Museo Magnin.
- Sogno d'amore causato dal potere dell'armonia, 1806
- Ercole e Alceste, 1814, insieme al fratello Joseph-Boniface Franque
- Josabeth dérobant Joas aux fureurs d’Athalie, 1817, Musée des Beaux-Arts de Nîmes
- Angélique e Médor, 1822, Museo di Belle Arti e Archeologia di Besançon
- Giove addormentato tra le braccia di Giunone sul monte Ida,1822, Montauban, museo Ingres-Bourdelle
- Ritratto di Toussaint-Guillaume Picquet de la Motte, 1839, Versailles, Reggia di Versailles [5]
- Ritratto di Louis-Charles de Rezay, 1839, Versailles, Reggia di Versailles[6]

## Galleria d'immagini

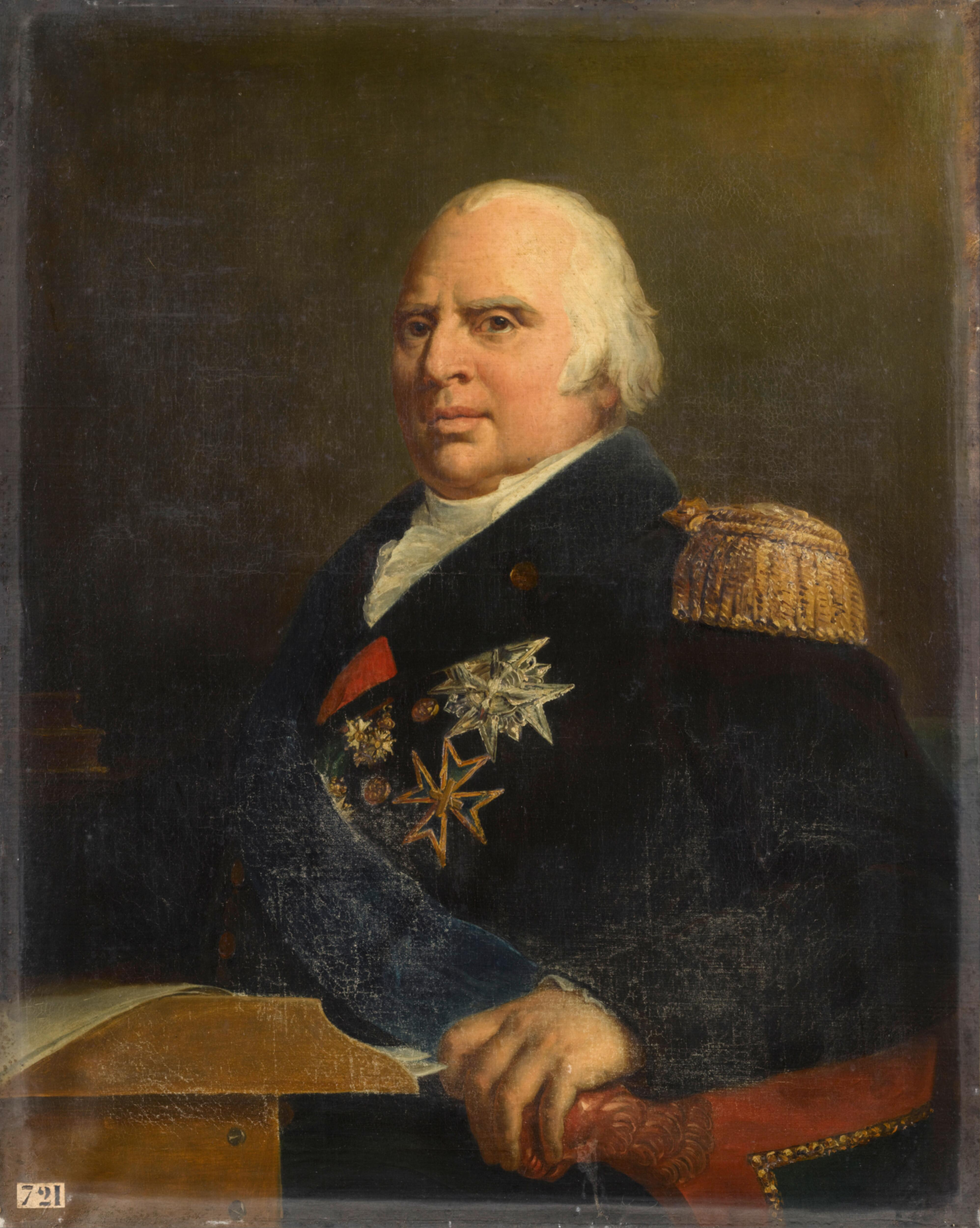
Luigi XVIII, re di Francia
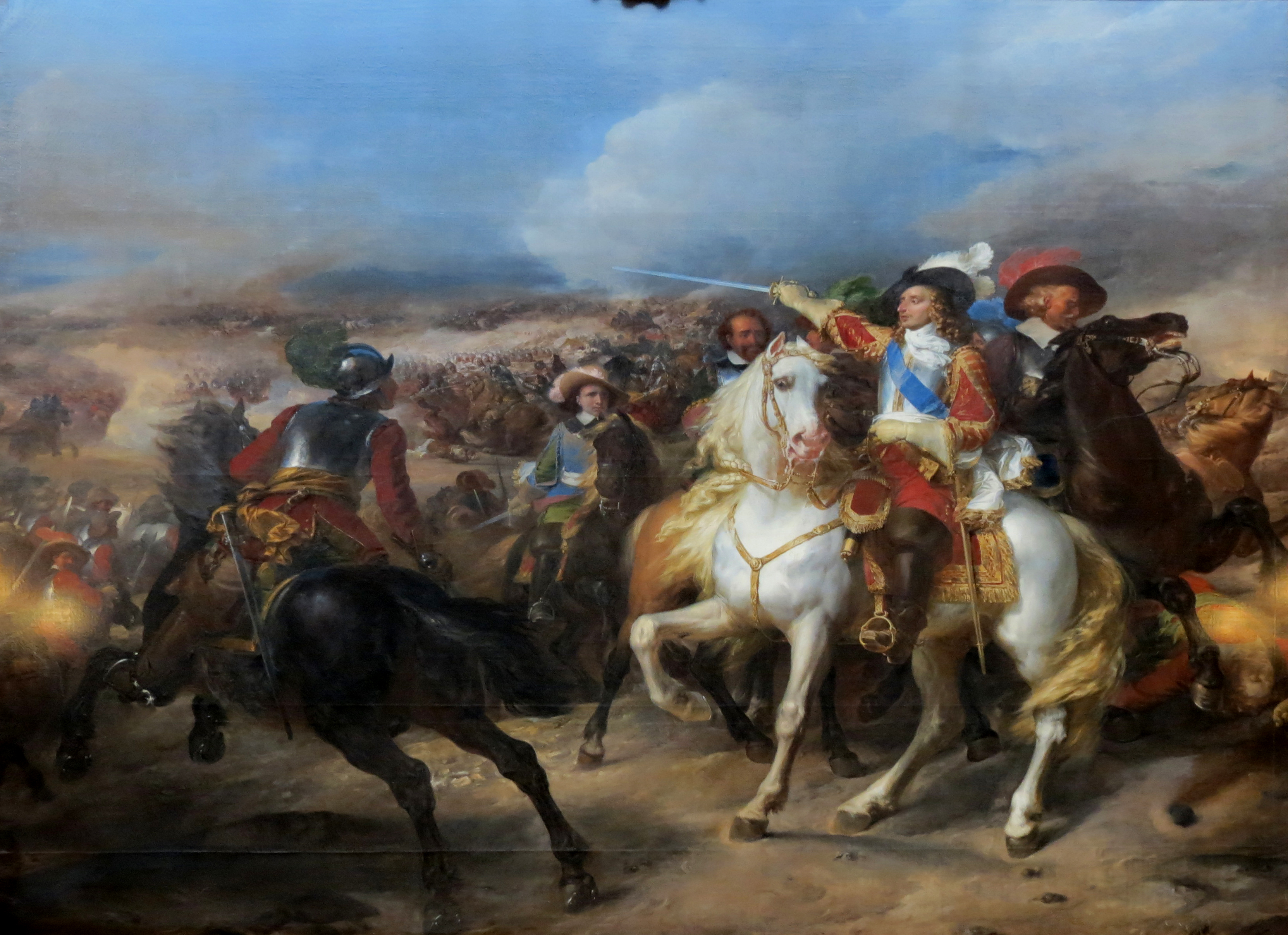
Battaglia di Lens, 1835 ca., reggia di Versailles